# ФК Будимпешта ТК
Будимпештански гимнастички клуб (мађ. Budapesti Torna Club) је био мађарски фудбалски клуб из Будимпеште.

## Подаци
Клуб је основан 1885. године под именом Будимпештански гимнастички клуб (Budapesti Torna Club)
Као гимнастичко спортско друштво клуб поред осталих секција имао и фудбалску секцију, који је званично основан 1897. године.

## Фудбал
ФК Будимпешта је била један од оснивача мађарског лигашког такмичења. Први тренинг и прво окупљање тима имали су 8. фебруара 1897. године, када се и рачуна да је фудбалски клуб основан. Тренер им је тада био Ференц Реј. Окупио је чланове осталих секција друштва и од тих чланова је направио две екипе које су одиграле фудбалску утакмицу - тренинг.
Прва званична утакмица је одиграна 9. маја 1897. године.

## Признања
- Шампион Мађарске  
  - Шампион (2): 1901, 1902
- Мађарски куп
  - Финалиста: 1910
- Куп изазивача 
  - Победник: 1910 (1)
  - Финалиста: 1902